# Barcząca
Niektóre z zamieszczonych tu informacji wymagają weryfikacji.
Dokładniejsze informacje o tym, co należy poprawić, być może znajdują się w dyskusji tego artykułu.
 Po wyeliminowaniu niedoskonałości należy usunąć szablon {{Dopracować}} z tego artykułu.
Barcząca – wieś sołecka w Polsce położona w województwie mazowieckim, w powiecie mińskim, w gminie Mińsk Mazowiecki. Leży we wschodniej części gminy.
Za Królestwa Polskiego istniała gmina Barcząca.
Wieś szlachecka położona była w drugiej połowie XVI wieku w powiecie garwolińskim ziemi czerskiej województwa mazowieckiego. W latach 1954–1961 wieś należała i była siedzibą władz gromady Barcząca, po jej zniesieniu w gromadzie Mińsk Mazowiecki. W latach 1975–1998 miejscowość administracyjnie należała do województwa siedleckiego.
Przez miejscowość przechodzi droga powiatowa Mińsk Mazowiecki – Mrozy, oraz magistrala kolejowa Warszawa – Terespol, na której w Barczącej znajduje się przystanek.
Wierni Kościoła rzymskokatolickiego należą do parafii Matki Bożej z Guadalupe w Budach Barcząckich.

## Historia
Wieś Barcząca i Barczącka Huta (obecnie częściowo Budy Barcząckie, Barcząca, Wiciejów) w pow. mińskim, par. Mińsk Mazowiecki obecnie parafia Budy Barcząckie. W 1576 r. we wsi Barcząca Stanisław Rudziński płacił podatek od 16 łan. W 1827 r. było 33 domy i 406 mieszkańców. W 1870 r. mieszkały tu już tylko 43 osoby, w folwarku 92 osoby, zaś Huta Barczącka liczyła 28 mieszkańców. Istniejąca już od czasów Księstwa Warszawskiego huta szkła została w 1824 roku wydzierżawiona na 15 lat przez spółkę: B. Knaute, I.Hordliczka et Comp. od dotychczasowego właściciela Hilarego Tyborowskiego. Już od 1823 roku huta brała udział w wystawach płodów krajowego przemysłu, otrzymując medal złoty w 1823 roku oraz 2 srebrne w 1825. Huta szkła została spalona 26 kwietnia 1831 roku podczas natarcia korpusu Pahlena na tylne straże Wojsk Polskich. Po wojnie huta została odbudowana, jednak ze względu na kurczące się zapasy drewna opałowego do pieców oraz wygasającą dzierżawę zakończyła działalność 15 czerwca 1838 roku. I. Hordliczka stopniowo przenosił produkcję do nowej huty założonej we wsi Trąbki koło Garwolina (po 9 maja 1835 r.; zob. Huta Czechy). Okres bezpośrednio po powstaniu huty szkła to czas lokalnej, silnej, ale krótkotrwałej prosperity. W gminie Barcząca w końcu XIX wieku były: gorzelnia, dystylarnia wódek, 2 młyny wodne, smolarnia, urząd gminy w kolonii Józefów, 2 szkoły początkowe i 1911 mieszkańców. Przez wieś przepływa rzeka Mienia, której prawdopodobnie miejscowość zawdzięcza nazwę – „burcząca” na lokalnych spiętrzeniach kręta rzeczka.
Za Królestwa Polskiego istniała gmina Barcząca.

## Znani ludzie urodzeni w miejscowości
- W miejscowości urodził się Zygmunt Chmieleński powstańczy naczelnik województwa krakowskiego z Powstania styczniowego 1863 roku[10].